# Новые Малыничи
Но́вые Малы́ничи (бел. Новыя Малынічы) — деревня в Чечерском районе Гомельской области Белоруссии. Входит в состав Ленинского сельсовета.

## География
В 8 км на юг от Чечерска, 40 км от железнодорожной станции Буда-Кошелёвская (на линии Гомель — Жлобин), 68 км от Гомеля.
Планировка состоит из почти прямолинейной улицы, ориентированной с юго-запада на северо-восток и застроенной преимущественно односторонне, деревянными усадьбами. На севере граничит с лесом.

## Транспортная сеть
Транспортные связи по просёлочной, затем автомобильной дороге Чечерск — Буда-Кошелёво.

## История
Согласно письменным источникам известна с XVIII века, когда переселенцы из деревни Малыничи основали здесь селение и назвали его Новые Малыничи. В 1859 году во владении помещицы В. Добровольской. В Чечерской волости Рогачёвского уезда Могилёвской губернии. В 1909 году в католической околице Новые Малыничи было 18 дворов и 146 жителей. Поблизости располагался одноимённый хутор, принадлежавший дворянину А. Верёвкину-Шелюто (1 двор, 13 жителей).
В 1921 году открылась изба-читальня. По данным переписи населения 1926 года — 42 двора и 170 жителей, в том числе 20 польских семей. С 8 декабря 1926 года до 1939 года центр Новомалыничского сельсовета Чечерского района Гомельского (до 26 июля 1930 года) округа, с 20 февраля 1938 года Гомельской области. В 1930 году организован колхоз, действовала начальная школа.
20 жителей погибли на фронтах Великой Отечественной войны. Согласно переписи 1959 года в составе колхоза имени В. И. Ленина (центр — посёлок Вознесенский).

## Население
- 1897 год — 17 дворов, 135 жителей (согласно переписи).
- 1926 год — 42 двора, 170 жителей.
- 1959 год — 150 жителей (согласно переписи).
- 2004 год — 24 хозяйства, 50 жителей.